# Anatomía topográfica
La anatomía topográfica o quirúrgica, es la disciplina de la anatomía que divide el cuerpo humano en zonas o regiones anatómicas para facilitar su estudio , apreciando sobre todo las relaciones, topografía y contenidos de cada una.

## Regiones anatómicas
Una región anatómica es una subdivisión del cuerpo humano, por sus funciones y relaciones anatomofisiologicas.

## Divisiones topográficas del cuerpo humano
La anatomía topográfica divide el cuerpo humano en tres zonas principales : Cabeza , tronco y extremidades que, a su vez, estas son subdivididas en porciones más pequeñas denominadas regiones anatómicas.

### Regiones de la cabeza

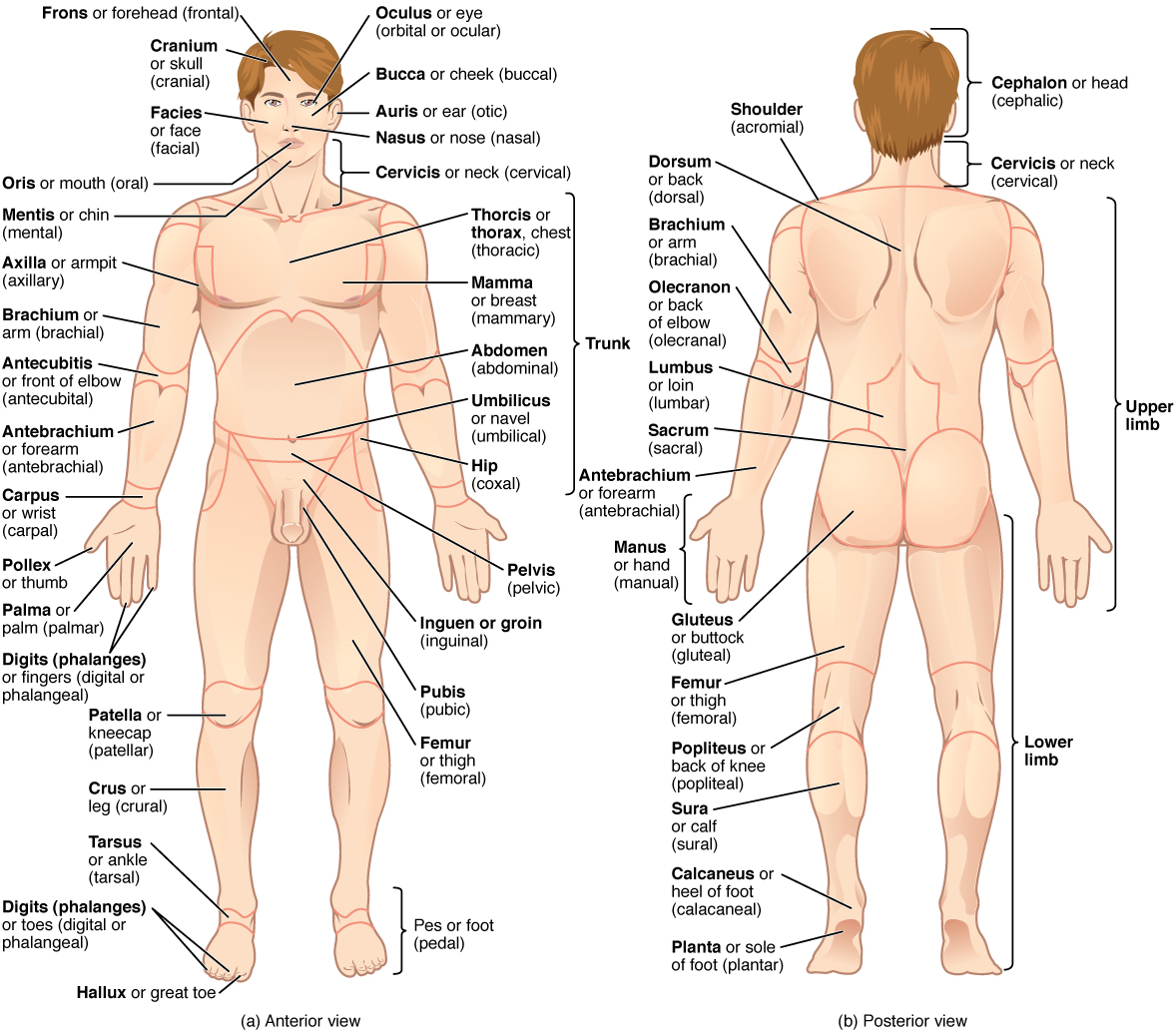
División topográfica de las regiones del cuerpo humano.

La cabeza es la parte superior del cuerpo humano, se divide en el: 
Cráneo
El cráneo  conocido como la región craneal; forma un armazón óseo que protege el encéfalo, en su parte externa se subdivide en: 
- Desde la frente a la parte posterior del cráneo comprende la región occipital,.
- Toda la superficie correspondiente al músculo temporal abarca la  región temporal
- La apófisis mastoides se conoce como la Región mastoidea ,
- Las cejas se conocen como la región superciliar o Región ciliar y de los senos frontales
- y la región de la base del cráneo.

En el interior del cráneo se encuentra la cavidad craneal ; en la que se desarrolla el procesamiento superior del sistema nervioso propio de nuestra especie.
Cara
La cara o región facial abarca la mitad inferior de la cabeza a partir de debajo de las orejas .
Regiones superficiales de la cara:
- Los ojos se conocen como la región ocular .
- Las orejas se conocen como la región aurícular o región ótica .
- La nariz se conoce como la región nasal .
- Las mejillas abarcan la Región geniana o región bucal
- La parte posterior de la mejilla se denomina como Región maseterina
- Los labios abarcan  la Región labial[6]
- La barbilla se conoce como la región de la barbilla .

Regiones profundas de la cara:
- Región infratemporal o cigomática
- Región pterigopalatina .
- La boca se conoce como región oral
- La lengua se conoce como región lingual
- La parte debajo de la lengua es Región sublingual
- la faringe se denomina Región faríngea

### Regiones del tronco
El tronco es la parte más ancha y central del cuerpo, contiene órganos y vísceras vitales como son los que forman el aparato respiratorio, el digestivo y el circulatorio. También encontramos en el tronco el sistema reproductor y otros órganos responsables de numerosas funciones. 
El tronco se divide a su vez en
Cuello
El cuello une a la cabeza con el tronco.  La cual sostiene por su parte superior. Las vértebras cervicales que se encuentran en el cuello dan inserción a los músculos cervicales  que dan la capacidad para realizar movimientos de rotación e inclinación Está dividido en :
- Nuca o región cervical posterior  y
- La garganta es la región cervical anterior.

Tórax
El tórax es la parte superior del tronco, protegido por un armazón óseo que constituyen los doce pares de costillas unidas por detrás a la columna vertebral y por delante, parte de ellas, al esternón; este armazón protege los órganos internos: pulmones y corazón. Además está atravesado por el esófago que conecta la boca con el estómago El tórax y el abdomen están separados por un amplio músculo, el diafragma cuyos movimientos facilitan la respiración pulmonar. 
Partes y zonas constituyentes del tórax son:
- Parte anterior:  torso o pecho (región pectoral), en el que las mujeres tienen las mamas o región mamaria.
- Parte posterior: espalda o dorso (región dorsal).
- Huesos: costillas (región costal), esternón (Región esternal), clavículas, columna vertebral desde el cuello (cervical y dorsal) (Región raquidea).
- Músculo: diafragma se le conoce como región diafragmática.
- Órganos: pulmones, corazón.

Abdomen

División topográfica del abdomen.

El abdomen es la parte inferior del tronco a la que se hallan unidas las otras dos extremidades, las inferiores o piernas.
Partes o zonas constituyentes del abdomen son:
- Parte delantera superior: epigastrio e hipocondrios derecho e izquierdo.
- Parte delantera central: región umbilical u ombligo.
- Parte delantera inferior: hipogastrio o vientre y las fosas iliacas derecha e izquierda .
- Parte trasera superior: región lumbar.
- Órganos:
  - Vísceras huecas: estómago, intestinos (grueso y delgado), vejiga urinaria.
  - Vísceras macizas: hígado, bazo, riñones.

Pelvis
La pelvis es la región anatómica inferior del tronco;se divide en pelvis mayor y pelvis menor , las regiones peripelvicas son: región sacrococcigea  y el periné esta región que contiene los genitales externos  (zona anterior o región pudenda o púbiana ) y el ano  (Zona posterior o región perianal posterior),

### Regiones del miembro superior
El miembro o extremidad superior se subdivide en :
- El hombro: une las extremidades superiores  al tórax . se divide en región deltoidea , región escapular y región axilar

- El brazo : conocido como Región braquial o del húmero (por el hueso que forma su eje). Se divide en una región braquial anterior y  región braquial posterior, por dos líneas imazo (posición anatómica) y se delimita superiormente por una línea que inicia en el surco deltopectoral y una línea circular inferior que pasa a dos traveses de dedo por encima del pliegue de flexión del codo.[12]

- Codo: conocido como  Región cubital:[13]

Su límite superior es una línea circular a dos traveses de dedo superior al pliegue del codo. Su límite inferior son dos traveses de dedo abajo del pliegue del codo. Tiene dos regiones una anterior región antecubital y otra posterior región oleocraneana.  El codo es la articulación entre brazo y antebrazo que está conformada por el húmero por arriba, el cúbito y el radio por abajo.
- Antebrazo :conocido como Región antebraquial :

La región está delimitada superiormente por una línea circular que pasa a dos traveses de dedo por debajo del pliegue del flexión del brazo e inferiormente por una línea circular que pasa a un través de dedo del arriba del pliegue de flexión de la muñeca. Comprende la cara anterior y la posterior del antebrazo. Está delimitada por el borde lateral del radio y por el borde medial del cúbito. El movimiento de los huesos del antebrazo permite la supinación y la pronación y con ello el giro de la mano.

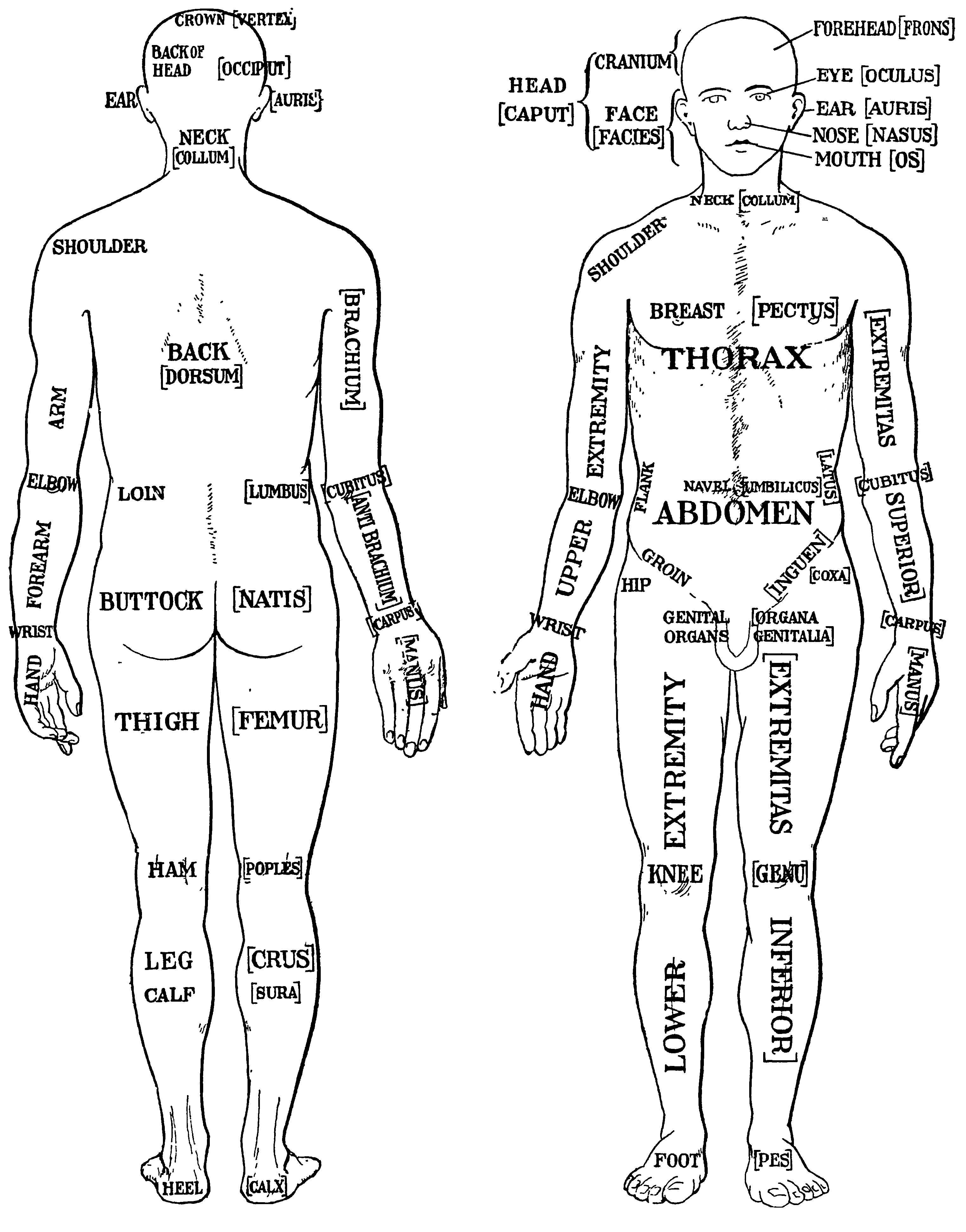
Clasificación más antigua de la terminología topográfica que se usó en Parts of the Human Body (1933) de Sir Henry Morris Human Anatomy: vista anterior y posterior.

- Muñeca (Región de la muñeca o carpo): Es una línea circular que pasa a un través de dedo arriba del pliegue de flexión de la mano y su límite inferior es una línea que para a un través de dedo por debajo. Comprende un conjunto de huesos (huesos carpianos) que articulan el antebrazo con la mano.

- Mano (Región de la mano):

Su límite superior es un través de dedo por debajo del pliegue de flexión de la mano hasta la punta de los dedos. se distinguen una cara palmar y una dorsal.Se divide en dos subregiones: metacarpo y dedos.
- Dedos de las manos; cuentan, cada uno, con tres falanges, excepto el dedo pulgar que solo tiene dos. presenta de igual forma una región dorsal y una palmar

### Regiones del miembro inferior
Los miembros inferiores son prolongaciones inferiores del tronco en número par.
Se le denomina miembro inferior a las regiones que comprenden desde una línea que va de la región inguinal a la cresta ilíaca superiormente, a una línea paralela a la planta de los pies, en el plano inferior. Está subdividida en las siguientes regiones :
Regiones anteriores de la pierna:
- Cadera: Es la región que une el miembro inferior a la pelvis; se limita superiormente, por la cresta ilíaca e inferiormente por el surco (pliegue) glúteo. Comprende las siguientes dos regiones: región glútea y región inguinocrural o inguinal ;además profundamente a esta región encontramos la región obturatriz

- Muslo : (por el hueso fémur que forma su eje): Es la región que está comprendida entre la cadera y la rodilla. Está limitada superiormente por el ligamento inguinal, trocánter mayor del fémur y posteriormente por el surco glúteo. Su límite inferior es una línea circular que pasa a dos traveses de dedo encima de la rótula. Se describen dos regiones: región femoral anterior (donde se localiza medialmente el triángulo femoral) y región femoral posterior.

- Rodilla : Es el segmento del miembro inferior que corresponde a la articulación de la rodilla, entre el fémur por arriba, la rótula por delante y la tibia por abajo. Está limitada superiormente por una línea circular trazada alrededor del muslo a dos traveses de dedo por encima a la rótula e inferiormente por una línea circular que pasa por el extremo inferior de la tuberosidad de la tibia. Para su estudio se divide en regiones anterior (o región rotuliana) y posterior (llamada región poplítea o hueco poplíteo).

- Pierna:  la región comprendida entre la rodilla y el tobillo. Cuenta con dos huesos, la tibia y el peroné. Está limitada por dos líneas circulares de las cuales la superior pasa inmediatamente inferior a la tuberosidad de la tibia y la inferior por una línea circular que par a un través de dedo superior a los maléolos (salientes laterales de la tibia por dentro y del peroné por fuera). Consta de dos regiones: región tibial anterolateral y región tibial posterior; (no hay región anterointerna porque la tibia toca con la piel en esa zona).

- Tobillo o  Región de la Garganta del Pie: También conocido como el cuello del pie por corresponder a los maléolos y a la articulación del tobillo o talocrural. Su límite superior es una línea circular que pasa a un través de dedo supererior a los maléolos medial y lateral, y el inferior una línea transversal que pasa por la articulación del tobillo o talocrural. Está dividida en dos regiones: anterior y posterior.

- Pie: Se inicia en una línea transversal que pasa por la articulación del tobillo o talocrural y se extiende hasta la extremidad de los dedos. Se distinguen dos regiones: dorsal, plantar y calcánea (posterior); o desde el punto de vista óseo, por tarso, metatarso y dedos. El tarso comprende un conjunto de huesos que por detrás tiene el saliente calcáneo o talón y por delante se articula con los cinco huesos metatarsianos, y estos con los
- Dedos del pie (Región digital);que de igual  forma  presentan una región plantar y otra dorsal.

## En otros animales
Esta disciplina anatómica es empleada para estudiar otros animales aparte del hombre como por ejemplo el estudio topográfico del cuerpo del caballo y otros animales domésticos.